# ۶ ساعت اسپا-فرانکورشان
۶ ساعت اسپا-فرانکورشان (که قبلاً با اسم ۱۰۰۰ کیلومتر اسپا-فرانکورشامپ شناخته می‌شد) یک مسابقه استقامتی برای اتومبیل های اسپرت است که در اسپا-فرانکورشان بلژیک برگزار می شود.